# Euphorbia digestiva
Euphorbia digestiva är en törelväxtart som beskrevs av Rojas Acosta. Euphorbia digestiva ingår i släktet törlar, och familjen törelväxter. Inga underarter finns listade i Catalogue of Life.